# Saxetania enoda
Saxetania enoda är en insektsart som beskrevs av Leo L. Mishchenko 1951. Saxetania enoda ingår i släktet Saxetania och familjen Pamphagidae. Inga underarter finns listade i Catalogue of Life.